# ریکاردو لوکارلی
ریکاردو لوکارلی (انگلیسی: Ricardo Lucarelli؛ زادهٔ ۱۴ فوریهٔ ۱۹۹۲) بازیکن والیبال اهل برزیل عضو تیم ملی والیبال برزیل و باشگاه ترنتینو ایتالیا است.
لوکارلی در سال ۲۰۱۱ به تیم ملی برزیل دعوت شد و در سال ۲۰۱۳ با درخشش خود به عنوان بهترین دریافت‌کننده قدرتی زن لیگ جهانی انتخاب شد و در دو سال متوالی ۲۰۱۳ و ۲۰۱۴ دو مدال نقره لیگ جهانی را به دست آورد. لوکارلی باز هم با درخشش خود در قهرمانی جهان ۲۰۱۴ به همراه موریلو اندرس به عنوان بهترین دریافت‌کننده قدرتی زن انتخاب شد و به همراه برزیل به نایب قهرمانی جام هجدهم رسید.